# DKNY

Logo van DKNY

DKNY is een Amerikaans kledingmerk van de ontwerpster Donna Karan en tevens de naam van een New Yorkse kledingwinkel waar het gelijknamige merk wordt verkocht. 
Karan, geïnspireerd door haar eigen tienerdochter, ontwikkelde een lijn voor de volgende generatie New Yorkers: DKNY, een afkorting van Donna Karan New York. DKNY werd opgericht in 1989.